# Sida collina
Sida collina är en malvaväxtart som beskrevs av Diederich Franz Leonhard von Schlechtendal. Sida collina ingår i släktet sammetsmalvor, och familjen malvaväxter. Inga underarter finns listade i Catalogue of Life.